# Hồ Ý Hoàn
Hồ Ý Hoàn (giản thể: 胡意旋, bính âm: Hú yìxuán, sinh ngày 31 tháng 1 năm 1995), là một nữ diễn viên người Trung Quốc. Cô được biết đến với các vai diễn trong các bộ phim "Ta ở Đại Lý Tự làm thú cưng", "Ly nhân tâm thượng", "Hạ tiên sinh lưu luyến không quên", "Thượng Nguồn Nước Mắt"

## Tiểu sử
Hồ Ý Hoàn theo học chuyên ngành kế toán khi còn học đại học, không phải là nền tảng về diễn xuất. Sau khi tốt nghiệp đại học, Hồ Ý Hoàn có cuộc sống không mong muốn, vì vậy cô đã một mình bước đi trên con đường tìm kiếm ước mơ của mình. Ban đầu ước mơ của Hồ Ý Hoàn không phải trở thành diễn viên, nhưng sau một lần tình cờ, Hồ Ý Hoàn phát hiện ra bản thân rất thích diễn xuất nên đã  quyết định đầu tư vào ngành nghệ thuật biểu diễn.

## Sự nghiệp
Năm 2017, cô đóng vai phụ bộ phim lãng mạn giả tưởng đô thị "Không thể ôm lấy em" và chính thức ra mắt.  
Vào tháng 5 năm 2018, tham gia bộ phim truyền hình tình cảm "Bong bóng mùa hè" được phát sóng trên đài truyền vệ tinh Chiết Giang. Vào ngày 25 tháng 9, tham gia đóng vai chính trong bộ phim cổ trang "Ta ở Đại Lý Tự là thú cưng", đây là lần đầu tiên cô đóng vai nữ chính trong một bộ phim cổ trang.
Vào tháng 11 năm 2019, cô tham gia đóng vai chính trong bộ phim truyền hình lãng mạn "Thượng Du". Ngày 29 tháng 11, bộ phim tình cảm đô thị "Gia đình Macao" của đạo diễn Lưu Phong Thành đã chính thức lên sóng trên CCTV tổng hợp. Ngày 4 tháng 12, bộ phim cổ trang "Thiên cơ thập nhị cung"  do cô đóng vai chính được phát sóng trên iQiyi.
Vào ngày 18 tháng 5 năm 2020, bộ phim lãng mạn cổ trang "Nghĩa Kỳ Quân thân yêu" do cô đóng vai chính được phát sóng trên Youku.  Ngày 30 tháng 7, bộ phim cổ trang "Ly nhân tâm thượng" do cô đóng vai chính được phát sóng trên Mango TV.
Vào ngày 20 tháng 1 năm 2021, Hồ Ý Hoàn đã giành được giải thưởng "Lực Lượng Mới Của Năm" tại Liên hoan phim và truyền hình mạng Kim Cốt Đóa lần thứ 5. Ngày 10 tháng 7, bộ phim truyền hình lãng mạn "Hạ Tiên Sinh Lưu Luyến Không Quên" do cô đóng vai chính được phát sóng trên truyền hình Mango TV. Vào ngày 2 tháng 8, bộ phim truyền hình "Thượng Nguồn Nước Mắt" được phát sóng trên Youku.

## Danh sách phim

### Phim truyền hình
| Năm        | Tựa đề                                        | Vai diễn                  | Số tập | Kênh phát sóng | Ghi chú   |
| ---------- | --------------------------------------------- | ------------------------- | ------ | -------------- | --------- |
| 2017       | Không Thể Ôm Lấy Em                           | Tiểu Xán                  | 32     | Tencent        | Vai phụ   |
| 2018       | Bong Bóng Mùa Hè                              | Bạch Âm                   | 36     | Chiết Giang TV | Vai phụ   |
| 2018       | Ta Ở Đại Lý Tự Làm Thú Cưng                   | Như Tiểu Lam              | 22     | Tencent        | Vai chính |
| 2019       | Gia Đình Macao                                | Tống Hiểu Văn             | 32     | CCTV           | Vai phụ   |
| 2019       | Thiên Cơ Thập Nhị Cung                        | Vạn Quân Linh             | 24     | iQIYI          | Vai chính |
| 2020       | Thiếu Nữ Trèo Nhà Lật Ngói                    |                           | 24     | iQIYI          | Cameo     |
| 2020       | Nghĩa Kỳ Quân Thân Yêu (Sửu Phi Giá Đáo)      | Mễ Thất Thất/ Sở Thanh Ly | 36     | Youku          | Vai chính |
| 2020       | Ly Nhân Tâm Thượng (Nàng công chúa không ngủ) | Từ Sơ Nguyệt              | 36     | Mango TV       | Vai chính |
| 2021       | Hạ Tiên Sinh Lưu Luyến Không Quên             | Tần Dĩ Duyệt              | 24     | Mango TV       | Vai chính |
| 2021       | Thượng Nguồn Nước Mắt                         | Hạ Tiểu Quất              | 36     | Youku          | Vai chính |
| 2022       | Ngự giao ký: Dữ quân sơ tương thức            | Lạc Cẩm Tang              | 42     | -              | Vai phụ   |
| 2022       | Ngự giao ký: Kháp tự cố nhân quy              | Lạc Cẩm Tang              | 42     | -              | Vai phụ   |
| 2025       | Mùa hoa rơi gặp lại chàng                     | Hồng Ngưng                | 40     | Mango TV       | vai chính |
| Chưa chiếu | Miêu tiên sinh trong nhà gỗ                   | Trì trĩ hàm               | 30     |                | vai chính |
| Đang quay  | Tiên kiếm                                     | A Nô                      |        |                | Vai phụ   |

## Chương trình tạp kỹ
| Thời gian        | Kênh          | Tên chương trình   | Ghi chú                                                                       | Tham khảo |
| ---------------- | ------------- | ------------------ | ----------------------------------------------------------------------------- | --------- |
| 11 tháng 1, 2019 | Thâm Quyến TV | Cực tốc hoàn du ký | Thành viên cố định                                                            | [ 15 ]    |
| 1 tháng 8, 2021  | Mango TV      | Nhiệm vụ ngọt ngào | Khách mời cùng Ngụy Triết Minh trong phim "Hạ tiên sinh lưu luyến không quên" |           |

## Âm nhạc
| Thời gian phát hành | Tựa đề           | Trình bày | Chú thích                             |
| ------------------- | ---------------- | --------- | ------------------------------------- |
| 6 tháng 8, 2021     | Hẹn Hò Ngày Nắng | Hồ Ý Hoàn | OST Hạ Tiên Sinh Lưu Luyến Không Quên |

## Giải thưởng
| Năm              | Lễ trao giải                                             | Giải thưởng           | Kết quả   | Tham khảo |
| ---------------- | -------------------------------------------------------- | --------------------- | --------- | --------- |
| 20 tháng 5, 2021 | Liên hoan phim và truyền hình mạng Kim Cốt Đóa lần thứ 5 | Lực lượng mới của năm | Đoạt giải | [ 16 ]    |